# Silvio Guindane
Silvio Guindane (Rio de Janeiro, 19 de setembro de 1983) é um ator, produtor, diretor e dramaturgo brasileiro. Atuou em filmes desde os treze anos de idade, tendo feito sua estreia em Como Nascem os Anjos, de 1996, que lhe rendeu vários prêmios, dentre eles um Kikito no Festival de Gramado e um Troféu Candango no Festival de Brasília. Como diretor se destacou com a cinebiografia drama biográfico, Mussum, o Filmis o que lhe fez conquistar vários prêmios e indicações e se destacar em sua primeira direção cinematográfica.

## Biografia
Atuou em filmes desde os treze anos de idade, tendo feito sua estreia em Como Nascem os Anjos, de 1996, que lhe rendeu vários prêmios, dentre eles um Kikito no Festival de Gramado e um Troféu Candango no Festival de Brasília. Silvio se tornou dos atores mais presentes no cinema brasileiro, trabalhando com cineastas como Cacá Diegues (Orfeu, O Maior Amor do Mundo e Cinco Vezes Favela), Ricardo Elias (De passagem e Mare Nostrum), Sérgio Bianchi (Quanto Vale ou É por Quilo? e Jogo das decaptações), Sandra Werneck (Sonhos Roubados), Sérgio Rezende (Em Nome da Lei), dentre outros.
Morou em Portugal por 3 anos. Participou de telenovelas na TV Globo e TV Record; fez diversas séries na extinta TVE (TV Brasil), incluindo A Turma do Pererê (de Ziraldo);  participou de produções no Canal Futura e na Fundação Roberto Marinho, nos programas Escola Legal, Alô, Vídeo Escola, Energia, Escola do Rádio e Globo Ciência. Nos últimos anos, Silvio Guindane, se tornou um ator muito presente em projetos na televisão a cabo. No canal Multishow atuou em projetos de sucesso como a minissérie Acerto de contas. Na FOX participou da série Um Contra Todos, de Breno Silveira. Atualmente, Silvio Guindane é um dos protagonistas da série A Divisãono Globoplay.
Guindane, além de ser um ator de cinema e televisão, é um artista muito assíduo no teatro brasileiro. Ao longo de sua trajetória participou de várias peças teatrais como ator, dramaturgo e diretor. Em 2007 escreveu seu primeiro espetáculo, Após a Chuva, peça que foi dirigida pelo autor. Em 2011 escreveu seu segundo espetáculo, Quanto tempo da vida eu levo para ser feliz, peça que também foi dirigida por ele. Em 2015 criou e roteirizou a série de televisão  Acerto de contas, dirigida por José Joffily. Em 2015 assinou a idealização e a curadoria do Projeto Plínio Marcos 80 anos, projeto realizado no SESI/SP. Em 2016 escreveu o musical Ceará Show, espetáculo dirigido por ele. Em 2018, escreveu e dirigiu o espetáculo Ele ainda está aqui. Em 2019, ele dirigiu a série O Dono Do Lar para o canal Multishow e também assinou a adaptação do filme "Perfume de Mulher" para o teatro ao lado de Pedro Brício e Walter Lima Jr. no espetáculo que ele também protagoniza.

## Filmografia

### Televisão
| Ano     | Título                      | Personagem                      | Nota                                    |
| ------- | --------------------------- | ------------------------------- | --------------------------------------- |
| 1996    | Escola Legal                | Rafa                            |                                         |
| 1999    | Andando nas Nuvens          | MC Cleyton                      |                                         |
| 2000    | Aquarela do Brasil          | Dagô                            | Episódios: "22–23 de agosto"            |
| 2001    | A Turma do Pererê           | Saci Pererê                     |                                         |
| 2001    | O Clone                     | Basílio                         |                                         |
| 2005    | Mano a Mano                 | Robson da Silva (Robinho)       |                                         |
| 2005    | América                     | Atravessador                    | Episódios: "21–22 de março"             |
| 2006    | Linha Direta Justiça        | Walter Rosa dos Santos (Bigode) | Episódio: "Gran Circus Norte-Americano" |
| 2006    | Vidas Opostas               | Cecílio Cristal (Cicio)         |                                         |
| 2009    | Os Buchas                   | Murilo Maia                     |                                         |
| 2009    | A Lei e o Crime             | Valdo                           |                                         |
| 2010    | A Turma do Pererê           | Professor Nogueira (voz)        |                                         |
| 2010    | Adorável Psicose            | Voz na cabeça de Natalia        | Episódio: "A Napolitana"                |
| 2010    | Open Bar                    | Ubaldo (Babu)                   |                                         |
| 2011    | Vidas em Jogo               | Ivan Marcondes                  |                                         |
| 2012    | Balacobaco                  | José Maria Nunes (Zé Maria)     |                                         |
| 2013    | Vai que Cola                | Lacraia Jackson                 |                                         |
| 2013    | Noite de Arrepiar           | Matheus Paranhos                | Especial de fim de ano                  |
| 2014    | Acerto de Contas            | Dante                           |                                         |
| 2014    | Vitória                     | Paulo Henrique Diniz (PH)       |                                         |
| 2016    | Conselho Tutelar            | Micão                           | Episódio: "6 de janeiro"                |
| 2016-20 | 1 Contra Todos              | Abelardo Ferreira (Mãe)         |                                         |
| 2017    | Sem Volta                   | Yordi Campos                    |                                         |
| 2018    | Orgulho e Paixão            | Januário de Souza               |                                         |
| 2018-20 | 3%                          | Vítor Elano                     |                                         |
| 2019-25 | A Divisão                   | Delegado Mendonça               |                                         |
| 2019-21 | Segunda Chamada             | Prof. Marco André da Silva      |                                         |
| 2020-21 | Bom Dia, Verônica           | Nelson Moralles                 |                                         |
| 2020    | Falas Negras                | Neilton Pinto                   | Especial de fim de ano                  |
| 2023    | Impuros                     | Wagner Marques                  |                                         |
| 2023    | Histórias Quase Verdadeiras | Wagner Ferreira                 |                                         |
| 2024    | Arcanjo Renegado            | Carlos Mendonça                 |                                         |
| 2024    | Aumenta que É Rock          | Herval                          |                                         |

### Cinema
| Ano  | Título                            | Papel             | Notas              |
| ---- | --------------------------------- | ----------------- | ------------------ |
| 1996 | Como Nascem os Anjos              | Japa              |                    |
| 1997 | For All - O Trampolim da Vitória  | Severino          |                    |
| 1999 | Orfeu                             | Maicol            |                    |
| 1999 | Rota de Colisão                   | Pingo             | Curta-metragem     |
| 2000 | Gurufim na Mangueira              | Mosquito          | Curta-metragem     |
| 2002 | Seja o que Deus Quiser!           | Pivete            |                    |
| 2003 | De Passagem                       | Jeferson          |                    |
| 2003 | Eu, ele mesmo & Adriana           | Junior            |                    |
| 2004 | A Cartomante                      | Duda              |                    |
| 2005 | Quanto Vale ou É Por Quilo?       | Cândido           |                    |
| 2006 | Aconteceu Naquele Set             | Diretor           | Curta-metragem     |
| 2006 | O Maior Amor do Mundo             | Dabé              |                    |
| 2006 | O Passageiro - Segredos de Adulto |                   |                    |
| 2007 | Podecrer!                         | PP                |                    |
| 2008 | Alucinados                        | Sapeca            |                    |
| 2008 | Xeque Mate                        | —                 | Direção e produção |
| 2008 | Domingo de Páscoa                 | Roberta           | Curta-metragem     |
| 2009 | Eu estou Bem cada Vez Melhor      |                   |                    |
| 2010 | Bróder                            | Pibe              |                    |
| 2010 | 5x Favela - Agora por nós mesmos  | Maicon            |                    |
| 2010 | Sonhos Roubados                   | Andreson          |                    |
| 2011 | Ponto Final                       | Trocador          |                    |
| 2012 | Disparos                          | Cabo Salgado      |                    |
| 2013 | Jogo das Decapitações             | Rafael            |                    |
| 2014 | Muitos Homens Num Só              | Paulo Barreto     |                    |
| 2014 | Isolados                          | Augusto           |                    |
| 2014 | Esgoto a Céu Aberto               |                   | Curta-metragem     |
| 2015 | Ponte Aérea                       | Chicão            |                    |
| 2015 | Metanoia                          | Cadu              |                    |
| 2015 | 32 Dentes                         | Ciro              | Curta-metragem     |
| 2016 | A Bela América                    | Lucas             |                    |
| 2016 | Em Nome da Lei                    | Cebolinha         |                    |
| 2016 | É Fada!                           | Vicente Fontes    |                    |
| 2017 | O Crime da Gávea                  | Ismael            |                    |
| 2017 | Vende-se esta Moto                | Punk              |                    |
| 2017 | Pitanga                           | Ele mesmo         | Documentário       |
| 2018 | Como É Cruel Viver Assim          | Primo             |                    |
| 2018 | Mare Nostrum                      | Roberto           |                    |
| 2019 | Simonal                           | Marcos Mouran     |                    |
| 2019 | Vai que Cola 2 – O Começo         | Lacráia Jackson   |                    |
| 2020 | Boca de Ouro                      | Caveirinha        |                    |
| 2020 | A Divisão: O Filme                | Delegado Mendonça |                    |
| 2021 | O Auto da Boa Mentira             | Wagner Ferreira   |                    |
| 2024 | Aumenta que É Rock 'n Roll        | Herval            |                    |
| 2025 | Vitória                           | Mário             |                    |

## Teatro
| Ano  | Título                                  |
| ---- | --------------------------------------- |
| 2000 | Indigo e Blues                          |
| 2002 | Capitães da Areia                       |
| 2003 | Tango, Bolero e cha cha cha             |
| 2004 | Barrela                                 |
| 2005 | Inimigos da Classe                      |
| 2006 | Biografia não Autorizada de uma Família |
| 2009 | Bacantes                                |
| 2011 | Gimba, o Presidente dos Valentes        |
| 2012 | A Confissão                             |
| 2015 | Balada de um palhaço                    |
| 2019 | Perfume de Mulher                       |

## Como Roteirista

#### Televisão
| Ano  | Título           | Notas |
| ---- | ---------------- | ----- |
| 2014 | Acerto de Contas |       |

#### Cinema
| Ano  | Título                 | Notas |
| ---- | ---------------------- | ----- |
| 2022 | Eike - Tudo ou Nada    |       |
| 2022 | Barba, Cabelo & Bigode |       |

## Como Diretor

#### Televisão
| Ano     | Título            | Nota |
| ------- | ----------------- | ---- |
| 2009    | A Turma do Pererê |      |
| 2019–24 | O Dono do Lar     |      |
| 2021–22 | Central de Bicos  |      |

#### Cinema
| Ano  | Título           | Nota |
| ---- | ---------------- | ---- |
| 2023 | União Instável   |      |
| 2023 | Mussum, o Filmis |      |

#### Teatro
| Ano     | Título                                        | Nota            |
| ------- | --------------------------------------------- | --------------- |
| 2004    | Dois idiotas sentados cada qual no seu barril |                 |
| 2006    | Tem Alguém na Linha?                          |                 |
| 2007–10 | Após da Chuva                                 | diretor e autor |
| 2008    | Dois Perdidos Numa Noite Suja                 |                 |
| 2008    | Quem Matou Maria Helena?                      |                 |
| 2009    | Só morro se for de Diskman                    |                 |
| 2009    | Alguém Entre Nós                              |                 |
| 2010    | A Prostituta Respeitosa                       |                 |
| 2011    | Quanto Tempo da Vida Eu Levo pra Ser Feliz    | diretor e autor |
| 2013    | Uma Lição Longe Demais                        |                 |
| 2016    | Plinio – A História do Maldito Bendito        |                 |
| 2016    | Cinco Mulheres Por Um Fio                     |                 |
| 2016    | Ceará Show, O Musical                         | diretor e autor |
| 2018    | Ele ainda está aqui                           | diretor e autor |

## Prêmios e indicações
| Ano  | Prêmio                                         | Categoria                                    | Trabalho                   | Resultado | Ref.   |
| ---- | ---------------------------------------------- | -------------------------------------------- | -------------------------- | --------- | ------ |
| 1996 | Festival de Gramado                            | Premio Especial do Júri                      | Como Nascem os Anjos       | Venceu    | [ 3 ]  |
| 1996 | Festival de Brasília                           | Premio Especial do Júri                      | Como Nascem os Anjos       | Venceu    | [ 3 ]  |
| 1996 | 8° Festival de Natal                           | Revelação                                    | Como Nascem os Anjos       | Venceu    | [ 3 ]  |
| 1997 | Troféu Filme de Ouro Fescine Bahia             | Melhor Ator                                  | Como Nascem os Anjos       | Venceu    |        |
| 2008 | Festival do Paraná de Cinema                   | Melhor Ator                                  | Alucinados                 | Venceu    | [ 23 ] |
| 2009 | Prêmio Tudo de Bom - Jornal O Dia              | Melhor Ator                                  | A Lei e o Crime            | Indicado  |        |
| 2013 | Festival do Rio                                | Menção Honrosa - Ator Coadjuvante            | Jogo das Decapitações      | Venceu    | [ 24 ] |
| 2013 | Prêmio Contigo! de TV                          | Melhor Ator Coadjuvante                      | Balacobaco                 | Indicado  | [ 25 ] |
| 2017 | 31º Troféu Carlos Câmara                       | Melhor Autor                                 | Ceará Show, O Musical      | Venceu    | [ 26 ] |
| 2017 | 31º Troféu Carlos Câmara                       | Melhor Direção                               | Ceará Show, O Musical      | Indicado  | [ 26 ] |
| 2018 | Prêmio Brasil Musical                          | Melhor Musical do Nordeste                   | Ceará Show, O Musical      | Indicado  |        |
| 2019 | Premio Platino de Cinema e TV Ibero- Americano | Melhor Ator                                  | 1 Contra Todos             | Indicado  |        |
| 2019 | The Brazilian Critic                           | Melhor ator Coadjuvante em Série de Drama    | Segunda Chamada            | Venceu    |        |
| 2019 | Troféu APCA                                    | Melhor Ator de Televisão                     | A Divisão                  | Indicado  | [ 27 ] |
| 2020 | Premio Arcanjo de Cultura                      | Cinema                                       | Ator, diretor e roteirista | Indicado  |        |
| 2021 | Prêmio Platino                                 | Melhor Interpretação Masculina - Coadjuvante | Boca de Ouro               | Indicado  | [ 28 ] |
| 2021 | Grande Prêmio do Cinema Brasileiro             | Melhor Ator                                  | Boca de Ouro               | Indicado  | [ 29 ] |
| 2021 | Grande Prêmio do Cinema Brasileiro             | Melhor Ator                                  | A Divisão                  | Indicado  | [ 29 ] |
| 2023 | Festival de Cinema de Gramado                  | Melhor Filme                                 | Mussum, o filmis           | Venceu    | [ 30 ] |
| 2023 | Splash Awards                                  | Melhor Filme Nacional                        | Mussum, o filmis           | Venceu    | [ 31 ] |
| 2023 | Prêmio Área VIP                                | Melhor Produção Cultural                     | Mussum, o filmis           | Venceu    | [ 32 ] |
| 2024 | Prêmio Platino                                 | Melhor Ópera-Prima de Ficção Ibero-Americana | Mussum, o filmis           | Indicado  | [ 33 ] |
| 2024 | Festival Sesc Melhores Filmes                  | Melhor Filme Nacional                        | Mussum, o filmis           | Indicado  | [ 34 ] |
| 2024 | Festival Sesc Melhores Filmes                  | Melhor Direção Nacional                      | Mussum, o filmis           | Indicado  | [ 34 ] |